# Saint-Cyprien, Corrèze
Saint-Cyprien este o comună în departamentul Corrèze din centrul Franței. În 2009 avea o populație de 362 de locuitori.

## Evoluția populației
| An        | 1975 | 1982 | 1990 | 1999 | 2006 | 2009 |
| --------- | ---- | ---- | ---- | ---- | ---- | ---- |
| Populație | 197  | 190  | 242  | 248  | 266  | 362  |